# SN 2000ef
SN 2000ef – supernowa typu II? odkryta 21 października 2000 roku w galaktyce A022810-0111. W momencie odkrycia miała maksymalną jasność 23,20m.